# Premio de Investigación Elaine Bennett

El Premio de Investigación Elaine Bennett se otorga cada dos años por la Asociación Estadounidense de Economía, en reconocimiento del trabajo de investigación excepcional en cualquier campo de la economía realizado por una mujer hasta siete años después de terminar su Doctorado. Se otorgó por primera vez en 1998, tres de las primeras seis ganadoras de este premio han sido las tres primeras mujeres ganadoras de la Medalla John Bates Clark.

## Ganadoras anteriores
| Año  | Recipiente          | Institución al recibir el premio                 | Nacionalidad                | Medalla John Bates Clark |
| 1998 | Judith Chevalier    | Universidad de Chicago                           | Estadounidense              |                          |
| 2000 | Susan C. Athey      | Instituto de Tecnología de Massachusetts         | Estadounidense              | 2007                     |
| 2002 | Esther Duflo        | Instituto de Tecnología de Massachusetts         | Francesa                    | 2010                     |
| 2004 | Marianne Bertrand   | Universidad de Chicago                           | Belga                       |                          |
| 2006 | Monika Piazzesi     | Universidad de Chicago                           | Alemana                     |                          |
| 2008 | Amy Finkelstein     | Instituto de Tecnología de Massachusetts         | Estadounidense              | 2012                     |
| 2010 | Erica Field         | Universidad de Harvard                           | Estadounidense              |                          |
| 2012 | Anna Mikusheva      | Instituto de Tecnología de Massachusetts         | Rusa                        |                          |
| 2014 | Emi Nakamura        | Universidad de Columbia                          | Estadounidense y canadiense | 2019                     |
| 2016 | Marina Halac        | Universidad de Columbia y Universidad de Warwick | Argentina                   |                          |
| 2018 | Melissa Dell        | Universidad de Harvard                           | Estadounidense              | 2020                     |
| 2020 | Stefanie Stantcheva | Universidad de Harvard                           | Francesa                    | 2025                     |
| 2022 | Rebecca Diamond     | Universidad de Stanford                          | Estadounidense              |                          |
| 2023 | Maya Rossin-Slater  | Universidad Stanford                             | Estadounidense              |                          |
| 2024 | Maryam Farboodi     | Instituto de Tecnología de Massachusetts         | Estadounidense              |                          |